# Château du Grand-Châtelet
Le château du Grand-Châtelet est un édifice  situé à Thilouze, en France.

## Localisation
Le château est situé sur le territoire de la commune de Thilouze dans le département d'Indre-et-Loire en région Centre-Val de Loire.

## Description
Le château du Grand-Châtelet occupe le côté nord d'une enceinte dont les courtines ont disparu mais dont subsistent les douves, il comprend un corps de bâtiment rectangulaire flanqué, à ses angles, de quatre tours cylindriques surmontées de toitures en poivrière. La tour sud-est loge un escalier à vis en pierre. Les tours nord et les façades principales ont été reparementées en moyen appareil au XVIe siècle. La porte en plein cintre était précédée, au nord, par un pont-levis franchissant les douves. La chapelle, située à l'ouest et contigüe au château, comprend une nef couverte d'une voûte sur croisée d'ogives à moulures prismatiques.

## Historique
Le château est un ancien fief relevant, au XIVe siècle, de l'archevêché de Tours.
Entre 1943 et 1944, il a abrité l’écrivain mauricien Loys Masson qui a décrit, en 1957 son séjour dans son roman La Douve.
Il appartient à la même famille depuis 250 ans.
Il est classé (éléments protégés : le château, y compris sa chapelle) au titre des monuments historiques par arrêté du 22 octobre 1962.